# Mikrokanonisches Ensemble
Das mikrokanonische Ensemble beschreibt in der statistischen Physik ein System mit festgelegter Gesamtenergie im thermodynamischen Gleichgewicht. Es unterscheidet sich vom kanonischen Ensemble, denn dieses beschreibt ein System, dessen Energie  fluktuieren kann, weil es thermischen Kontakt zu einer Umgebung mit festgelegter Temperatur hat.
Die einzige Information über ein Quantensystem sei, dass die Gesamtenergie {\displaystyle E=\langle {\hat {H}}\rangle } gleich {\displaystyle E_{0}} bzw. aus dem Intervall {\displaystyle [E_{0},E_{0}+\Delta E]} mit {\displaystyle \Delta E\ll E} ist, wobei die Zustände mit von außen vorgegebenen Parametern, wie Volumen und Teilchenzahl, verträglich sein müssen. Dies entspricht einem System innerhalb eines total abgeschlossenen Kastens (kein Energie- oder Teilchenaustausch mit der Umgebung, keine äußeren Felder). Das Potential außerhalb des Kastens ist unendlich, wodurch der Hamilton-Operator nur diskrete Energie-Eigenwerte besitzt und die Zustände abzählbar sind.

## Quantenmechanisch
Im Gleichgewicht ändert sich der Dichteoperator des Systems nicht {\displaystyle {\tfrac {\partial {\hat {\rho }}}{\partial t}}=0}. Nach der Von-Neumann-Gleichung {\displaystyle {\tfrac {\partial {\hat {\rho }}}{\partial t}}=-{\tfrac {i}{\hbar }}[{\hat {H}},{\hat {\rho }}]} vertauscht im Gleichgewicht der Dichteoperator mit dem Hamiltonoperator (Kommutator gleich Null). Daher lassen sich gemeinsame Eigenzustände wählen, d. h. die Energieeigenzustände von {\displaystyle {\hat {H}}} sind auch Eigenzustände von {\displaystyle {\hat {\rho }}}.
Man schränkt den Hilbertraum {\displaystyle {\mathcal {H}}} auf einen Teilraum ein, der von den Zustandsvektoren mit Eigenwert {\displaystyle E_{0}} aufgespannt wird (Eigenraum). Sei {\displaystyle \left\{|E,n\rangle \right\}} ein vollständiges Orthonormalsystem (VONS), nämlich die Eigenzustände des Hamiltonoperators {\displaystyle {\hat {H}}|E,n\rangle =E|E,n\rangle }, so wird der Unterraum {\displaystyle {\mathcal {H}}_{E_{0}}} von den Basisvektoren {\displaystyle |E,n\rangle } aufgespannt, für die {\displaystyle E=E_{0}}. Die Energie {\displaystyle E_{0}} ist im Allgemeinen entartet (deswegen ist ein Zustand nicht eindeutig durch Angabe von {\displaystyle E} bestimmt, sondern eine weitere Quantenzahl {\displaystyle n} ist nötig); der Entartungsgrad {\displaystyle g} entspricht der Dimension des Unterraums {\displaystyle \operatorname {dim} {\mathcal {H}}_{E_{0}}}. 
Der Hamiltonoperator {\displaystyle {\hat {H}}} kann nicht zwischen den {\displaystyle g} Basiszuständen zu {\displaystyle E_{0}} unterscheiden (Entartung); da {\displaystyle {\hat {H}}} keinen Basiszustand bevorzugt, wird somit jedem Basiszustand a priori dieselbe Wahrscheinlichkeit {\displaystyle 1/g} zugeordnet: Nach der Maximum-Entropie-Methode ist das System durch den Zustand zu beschreiben, welcher die Entropie maximiert. Die Entropie wird genau dann maximal, wenn jeder Basisvektor die gleiche Wahrscheinlichkeit {\displaystyle 1/\operatorname {dim} {\mathcal {H}}_{E_{0}}} hat.
Daher ergibt sich der Dichteoperator des mikrokanonischen Ensembles zu 
{\displaystyle {\hat {\rho }}_{E_{0}}={\frac {1}{Z_{m}(E_{0})}}\sum _{n=1}^{\operatorname {dim} {\mathcal {H}}_{E_{0}}}|E_{0},n\rangle \langle E_{0},n|}
mit der mikrokanonischen Zustandssumme (oft auch mit {\displaystyle \Omega } bezeichnet)
{\displaystyle Z_{m}(E_{0})=\operatorname {dim} {\mathcal {H}}_{E_{0}}=\operatorname {Tr} \left(\sum _{n=1}^{{\textrm {dim}}{\mathcal {H}}_{E_{0}}}|E_{0},n\rangle \langle E_{0},n|\right),}
wobei die Spur eines Operators folgendermaßen definiert ist: {\displaystyle \operatorname {Tr} (O)=\sum _{m}\langle m|O|m\rangle } für beliebiges VONS {\displaystyle \left\{|m\rangle \right\}} von {\displaystyle {\mathcal {H}}}
Dass jeder Energieeigenzustand mit Energie {\displaystyle E_{0}} dieselbe Wahrscheinlichkeit besitzt, ist die grundlegende Annahme der Gleichgewichts-Statistik. Aus ihr können alle Gleichgewichtseigenschaften für abgeschlossene oder offene Systeme hergeleitet werden (z. B. kanonisches oder großkanonisches Ensemble).

## Klassisch
Analog ergibt sich der klassische mikrokanonische Gleichgewichtszustand für {\displaystyle N} Teilchen (Phasenraumdichte)
{\displaystyle \rho _{E_{0}}({\vec {x}}_{1},{\vec {p}}_{1},\ldots ,{\vec {x}}_{N},{\vec {p}}_{N})={\frac {1}{Z_{m}(E_{0})}}\delta (E_{0}-H({\vec {q}}_{1},{\vec {p}}_{1},\ldots ,{\vec {q}}_{N},{\vec {p}}_{N}))}
mit der klassischen mikrokanonischen Zustandssumme (Gesamtzahl der zugänglichen Mikrozustände, die dieselbe Gesamtenergie {\displaystyle E_{0}} besitzen)
{\displaystyle Z_{m}(E_{0})=\int _{\mathbb {R} ^{6N}}\mathrm {d} \tau \;\delta (E_{0}-H({\vec {q}}_{1},{\vec {p}}_{1},\ldots ,{\vec {q}}_{N},{\vec {p}}_{N}))}
mit {\displaystyle \mathrm {d} \tau ={\frac {1}{\xi h^{3N}}}\;\mathrm {d} ^{3}q_{1}\mathrm {d} ^{3}p_{1}\ldots \mathrm {d} ^{3}q_{N}\mathrm {d} ^{3}p_{N}}
wobei für N identische Teilchen der Faktor {\displaystyle \xi =N!} die Mehrfachzählung ununterscheidbarer Teilchen verhindert,
und für {\displaystyle n} verschiedene Teilchensorten mit {\displaystyle N_{1},\ldots ,N_{n}} Teilchenzahlen und {\displaystyle \sum _{i=1}^{n}N_{i}=N} der Faktor {\displaystyle \xi =N_{1}!\ldots N_{n}!}.
Die mikrokanonische Zustandssumme {\displaystyle Z_{m}} lässt sich als Oberfläche der Energie-Hyperfläche {\displaystyle H-E=0} auffassen und ist somit die Ableitung des Volumens der Energieschale {\displaystyle \Gamma _{m}(E)}:
{\displaystyle \Gamma _{m}(E)=\int _{\mathbb {R} ^{6N}}\mathrm {d} \tau \;\Theta (E-H)\quad \implies \quad Z_{m}={\frac {\mathrm {d} \Gamma (E)}{\mathrm {d} E}}},
wobei {\displaystyle \Theta } die Heaviside-Funktion darstellt.
Führt man Koordinaten {\displaystyle \tau _{E}} auf der {\displaystyle (6N-1)}-dimensionalen Energieschale ein und eine Koordinate {\displaystyle \tau _{\perp }}, die senkrecht dazu steht, und zerlegt die Hamiltonfunktion {\displaystyle H(q,p)=H(\tau _{E})+|\nabla H|\,\tau _{\perp }} mit {\displaystyle H(\tau _{E})=E}, so lässt sich die Zustandssumme als Oberflächenintegral schreiben:
{\displaystyle Z_{m}(E)=\int _{\mathbb {R} ^{6N-1}}\mathrm {d} \tau _{E}\int _{\mathbb {R} }\mathrm {d} \tau _{\perp }\;\underbrace {\delta \!\left(E-H(\tau _{E})-|\nabla H|\,\tau _{\perp }\right)} _{|\nabla H|^{-1}\delta (\tau _{\perp })}=\int _{\mathbb {R} ^{6N-1}}\mathrm {d} \tau _{E}{\frac {1}{|\nabla H|}}}.
Der Gradient der Hamiltonfunktion {\displaystyle \nabla H=({\tfrac {\partial H}{\partial q}},{\tfrac {\partial H}{\partial p}})} steht senkrecht zur Geschwindigkeit im Phasenraum {\displaystyle {\boldsymbol {v}}=({\dot {q}},{\dot {p}})=({\tfrac {\partial H}{\partial p}},-{\tfrac {\partial H}{\partial q}})}, also {\displaystyle {\boldsymbol {v}}\cdot \nabla H=0}, sodass die Geschwindigkeit stets tangential zur Energieschale steht. Beide sind aber betragsmäßig identisch: {\displaystyle |{\boldsymbol {v}}|=|\nabla H|}. Somit ist {\displaystyle Z_{m}} die Summe der Oberflächenelemente geteilt durch die Geschwindigkeit im Phasenraum, sodass Bereiche mit hoher Geschwindigkeit weniger zum Integral beitragen (siehe auch: Ergodenhypothese).

## Entropie
Die Entropie kann man durch die Zustandssumme ausdrücken:
{\displaystyle S({\hat {\rho }}_{E_{0}})=k_{\mathrm {B} }\ln \left[Z_{m}(E_{0})\right]}
Dies lässt sich aus der Definition der Entropie herleiten, wobei die Zustandssumme gleich {\displaystyle Z_{m}(E_{0})=\operatorname {dim} {\mathcal {H}}_{E_{0}}=g} ist.
{\displaystyle {\begin{array}{rcl}S({\hat {\rho }}_{E_{0}})&=&-k_{\mathrm {B} }\left\langle \ln {\hat {\rho }}_{E_{0}}\right\rangle =-k_{\mathrm {B} }{\textrm {Tr}}\left[{\hat {\rho }}_{E_{0}}\ln {\hat {\rho }}_{E_{0}}\right]=-k_{\mathrm {B} }\sum _{E,m}\langle E,m|{\hat {\rho }}_{E_{0}}\ln {\hat {\rho }}_{E_{0}}|E,m\rangle \\&=&-k_{\mathrm {B} }\sum _{E,m}\langle E,m|\sum _{n=1}^{g}|E_{0},n\rangle {\frac {1}{g}}\langle E_{0},n|\ln \left(\sum _{n'=1}^{g}|E_{0},n'\rangle {\frac {1}{g}}\langle E_{0},n'|\right)|E,m\rangle \\&=&-k_{\mathrm {B} }\sum _{n=1}^{g}{\frac {1}{g}}\ln({\frac {1}{g}})=-k_{\mathrm {B} }\ln({\frac {1}{g}})=k_{\mathrm {B} }\ln \left(g\right)\end{array}}}

## Thermodynamik
Die Entropie ist von der Gesamtenergie {\displaystyle E_{0}} (im Folgenden {\displaystyle E} genannt), vom Volumen {\displaystyle V} und der Teilchenzahl {\displaystyle N} abhängig (weil der Hamiltonoperator von {\displaystyle V} und {\displaystyle N} abhängig ist): {\displaystyle S(E,V,N)}. Die Gesamtenergie wird in der Thermodynamik meist innere Energie genannt. Nun werden die Ableitungen der Entropie untersucht.

### Temperatur
Bringt man zwei abgeschlossene Systeme in schwachen thermischen Kontakt, dann kann pro Zeitspanne nur wenig Energie ausgetauscht werden, so dass die Teilsysteme etwa im Gleichgewicht bleiben und die Entropie des Gesamtsystems sich additiv schreiben lässt: {\displaystyle S_{\text{ges}}=S_{1}+S_{2}}. Die Gesamtenergie bleibt stets konstant {\displaystyle E_{\text{ges}}=E_{1}+E_{2}}. Nimmt die Energie des einen Systems zu, so muss im gleichen Maß die des anderen abnehmen: {\displaystyle \mathrm {d} E_{1}=-\mathrm {d} E_{2}}. Durch Energieaustausch wird das Gleichgewicht des Gesamtsystems erreicht, dort nimmt die Gesamtentropie ein Maximum ein:
{\displaystyle 0=\mathrm {d} S_{\text{ges}}={\frac {\partial S_{1}}{\partial E_{1}}}\mathrm {d} E_{1}+{\frac {\partial S_{2}}{\partial E_{2}}}\mathrm {d} E_{2}=\left({\frac {\partial S_{1}}{\partial E_{1}}}-{\frac {\partial S_{2}}{\partial E_{2}}}\right)\mathrm {d} E_{1}\quad \Rightarrow \quad {\frac {\partial S_{1}}{\partial E_{1}}}={\frac {\partial S_{2}}{\partial E_{2}}}}
Im Gleichgewicht werden die Ableitungen der Entropie nach der Energie für die Teilsysteme gleich groß. Man definiert hierüber die Temperatur:
{\displaystyle {\frac {1}{T}}:=\left({\frac {\partial S}{\partial E}}\right)_{N,V}\quad \Rightarrow \quad T:=\left({\frac {\partial E}{\partial S}}\right)_{N,V}}
Somit werden im Gleichgewicht die Temperaturen beider Teilsysteme gleich groß.

### Druck
Der Druck wird definiert über
{\displaystyle p:=-\left\langle {\frac {\partial {\hat {H}}}{\partial V}}\right\rangle =-\left({\frac {\partial E}{\partial V}}\right)_{S,N}}
also die isentrope ({\displaystyle S}=const) Energieänderung pro Volumen. Die Entropie {\displaystyle S(E(V,N),V,N)} wird nach dem Volumen differenziert:
{\displaystyle 0={\frac {\mathrm {d} S}{\mathrm {d} V}}=\left({\frac {\partial E}{\partial V}}\right)_{S,N}\left({\frac {\partial S}{\partial E}}\right)_{N,V}+\left({\frac {\partial S}{\partial V}}\right)_{E,N}=-p{\frac {1}{T}}+\left({\frac {\partial S}{\partial V}}\right)_{E,N}}
Somit erhält man
{\displaystyle \left({\frac {\partial S}{\partial V}}\right)_{E,N}={\frac {p}{T}}}

### Chemisches Potential
Das chemische Potential wird definiert über
{\displaystyle \mu :=\left\langle {\frac {\partial {\hat {H}}}{\partial N}}\right\rangle =\left({\frac {\partial E}{\partial N}}\right)_{S,V}}
also die isentrope Energieänderung pro Teilchen. Die Entropie {\displaystyle S(E(V,N),V,N)} wird nach der Teilchenzahl differenziert:
{\displaystyle 0={\frac {\mathrm {d} S}{\mathrm {d} N}}=\left({\frac {\partial E}{\partial N}}\right)_{S,V}\left({\frac {\partial S}{\partial E}}\right)_{N,V}+\left({\frac {\partial S}{\partial N}}\right)_{E,V}=\mu {\frac {1}{T}}+\left({\frac {\partial S}{\partial N}}\right)_{E,V}}
Daraus folgt
{\displaystyle \left({\frac {\partial S}{\partial N}}\right)_{E,V}=-{\frac {\mu }{T}}}
Allgemein lässt sich festhalten: Ist der Hamiltonoperator von einem äußeren Parameter {\displaystyle a} abhängig (z. B. Volumen oder Teilchenzahl), so ist die Ableitung der Entropie nach {\displaystyle a} bei konstanter Energie gleich:
{\displaystyle \left({\frac {\partial S}{\partial a}}\right)_{E}=-{\frac {1}{T}}\left\langle {\frac {\partial {\hat {H}}}{\partial a}}\right\rangle }

### Thermodynamisches Potential
Zusammenfassend lassen sich die Ableitungen nach Energie, Volumen und Teilchenzahl darstellen:
{\displaystyle {\frac {1}{T}}{\begin{pmatrix}1\\p\\-\mu \end{pmatrix}}={\begin{pmatrix}\partial _{E}\\\partial _{V}\\\partial _{N}\end{pmatrix}}S(E,V,N)}
Das totale Differential der Entropie lautet:
{\displaystyle \mathrm {d} S={\frac {1}{T}}\,\mathrm {d} E+{\frac {p}{T}}\,\mathrm {d} V-{\frac {\mu }{T}}\,\mathrm {d} N}
Die Entropie {\displaystyle S(E,V,N)} lässt sich nach der Energie auflösen {\displaystyle E(S,V,N)}. Die Energie ist das thermodynamische Potential der Mikrokanonik. Mit ihr lassen sich die obigen Ableitungen kompakt als Gradient des Potentials schreiben:
{\displaystyle {\begin{pmatrix}T\\-p\\\mu \end{pmatrix}}={\begin{pmatrix}\partial _{S}\\\partial _{V}\\\partial _{N}\end{pmatrix}}E(S,V,N)}
Das totale Differential der Energie lautet somit:
{\displaystyle \mathrm {d} E=T\,\mathrm {d} S-p\,\mathrm {d} V+\mu \,\mathrm {d} N}
Dies ist die Fundamentalgleichung der Thermodynamik.

## Beispiele

### Ideales Gas
Ein Beispiel eines mikrokanonisch präparierten Systems, das mit den klassischen Methoden berechnet werden kann, ist das ideale Gas; Herleitung unter Sackur-Tetrode-Gleichung.

### Ungekoppelte Oszillatoren
Ein weiteres Beispiel ist ein System aus {\displaystyle N} nicht-wechselwirkenden gleichartigen harmonischen Oszillatoren. Deren Gesamt-Hamiltonoperator ist
{\displaystyle {\hat {H}}=\sum _{i=1}^{N}\hbar \omega \left({\hat {n}}_{i}+{\frac {1}{2}}\right)}
wobei {\displaystyle {\hat {n}}_{i}} der Besetzungszahloperator des {\displaystyle i}-ten Oszillators ist. Zu gegebener Gesamtenergie
{\displaystyle E=\sum _{i=1}^{N}\hbar \omega \left(n_{i}+{\frac {1}{2}}\right)=\hbar \omega \left(\sum _{i=1}^{N}n_{i}+{\frac {N}{2}}\right)\quad \Rightarrow \quad n:=\sum _{i=1}^{N}n_{i}={\frac {E}{\hbar \omega }}-{\frac {N}{2}}}
soll nun die Zustandssumme berechnet werden. Diese ist gleich dem Entartungsgrad zur Energie E bzw. gleich der Anzahl der Möglichkeiten {\displaystyle n} ununterscheidbare Energiequanten auf {\displaystyle N} mehrfach besetzbare Oszillatoren zu verteilen bzw. der Anzahl der Möglichkeiten {\displaystyle n} ununterscheidbare Energiequanten auf {\displaystyle N+n-1} einfach besetzbare Oszillatoren zu verteilen (das kombinatorische Problem {\displaystyle n} ununterscheidbare Kugeln auf {\displaystyle N} mehrfach besetzbare Töpfe zu verteilen ist äquivalent zur Aufgabe {\displaystyle n} ununterscheidbare Kugeln und {\displaystyle (N-1)} ununterscheidbare Innenwände in einer Reihe anzuordnen):
{\displaystyle Z_{m}={\binom {N+n-1}{n}}={\frac {(N+n-1)!}{n!\,(N-1)!}}}
Hieraus lässt sich die Entropie berechnen:
{\displaystyle S=k_{\mathrm {B} }\ln(Z_{m})=k_{\mathrm {B} }\left\{\ln \left((N+n-1)!\right)-\ln(n!)-\ln \left((N-1)!\right)\right\}}
Für große {\displaystyle N} und {\displaystyle n} kann man den Logarithmus der Fakultät mit der Stirling-Formel bis zur ersten Ordnung {\displaystyle \ln(N!)\approx N\ln(N)-N} entwickeln und außerdem die 1 gegenüber der riesigen Zahl {\displaystyle N} vernachlässigen:
{\displaystyle {\begin{aligned}S&=k_{\mathrm {B} }\left\{(N+n-1)\,\ln(N+n-1)-n\,\ln(n)-(N-1)\,\ln(N-1)\right\}\\&=k_{\mathrm {B} }\left\{(N+n)\,\ln(N+n)-n\,\ln(n)-N\,\ln(N)\right\}\end{aligned}}}
Umsortieren und Verwenden von {\displaystyle \epsilon :={\frac {E}{N\hbar \omega }}={\frac {n}{N}}+{\frac {1}{2}}} liefert die Entropie, die wegen des Vorfaktors {\displaystyle N} extensiv ist ({\displaystyle n/N} und {\displaystyle \epsilon } sind nämlich intensiv):
{\displaystyle {\begin{aligned}S&=Nk_{\mathrm {B} }\left\{\left({\frac {n}{N}}+1\right)\,\ln \left({\frac {n}{N}}+1\right)-\left({\frac {n}{N}}\right)\,\ln \left({\frac {n}{N}}\right)\right\}\\&=Nk_{\mathrm {B} }\left\{\left(\epsilon +{\frac {1}{2}}\right)\,\ln \left(\epsilon +{\frac {1}{2}}\right)-\left(\epsilon -{\frac {1}{2}}\right)\,\ln \left(\epsilon -{\frac {1}{2}}\right)\right\}\end{aligned}}}
Nun kann die Temperatur berechnet werden:
{\displaystyle {\frac {1}{T}}={\frac {\partial S}{\partial E}}={\frac {\partial \epsilon }{\partial E}}{\frac {\partial S}{\partial \epsilon }}={\frac {k_{\mathrm {B} }}{\hbar \omega }}\ln {\frac {\epsilon +{\frac {1}{2}}}{\epsilon -{\frac {1}{2}}}}={\frac {k_{\mathrm {B} }}{\hbar \omega }}\ln {\frac {E+{\frac {N\hbar \omega }{2}}}{E-{\frac {N\hbar \omega }{2}}}}>0}
Für {\displaystyle E\to N{\tfrac {\hbar \omega }{2}}} (der minimalen Gesamtenergie) ist die Temperatur {\displaystyle T=0} und steigt streng monoton mit der Energie an. Für große {\displaystyle E} geht die Temperatur asymptotisch gegen {\displaystyle T={\tfrac {E}{Nk_{\mathrm {B} }}}+{\mathcal {O}}(E^{-1})}.
Schließlich kann man noch nach der Energie auflösen. Die Energie steigt monoton mit der Temperatur an:
{\displaystyle E=N\hbar \omega \left\{{\frac {1}{2}}+{\frac {1}{\exp({\frac {\hbar \omega }{k_{\mathrm {B} }T}})-1}}\right\}\geq N{\frac {\hbar \omega }{2}}}
Für {\displaystyle T\to 0} ist die Gesamtenergie {\displaystyle E=N{\tfrac {\hbar \omega }{2}}} und steigt streng monoton mit der Temperatur an. Für große {\displaystyle T} geht die Energie asymptotisch gegen {\displaystyle E=Nk_{\mathrm {B} }T+{\mathcal {O}}(T^{-1})}.
Das chemische Potential ist:
{\displaystyle {\begin{aligned}\mu &=-T{\frac {\partial S}{\partial N}}=-{\frac {k_{\mathrm {B} }T}{2}}\,\ln \!\left[\left(\epsilon +{\frac {1}{2}}\right)\left(\epsilon -{\frac {1}{2}}\right)\right]\\&=-{\frac {\hbar \omega }{2}}\,{\frac {\ln \!\left(\epsilon +{\frac {1}{2}}\right)+\ln \!\left(\epsilon -{\frac {1}{2}}\right)}{\ln \!\left(\epsilon +{\frac {1}{2}}\right)-\ln \!\left(\epsilon -{\frac {1}{2}}\right)}}=k_{\mathrm {B} }T\,\ln \left[\exp \!\left({\frac {\hbar \omega }{k_{\mathrm {B} }T}}\right)-1\right]-{\frac {\hbar \omega }{2}}\leq {\frac {\hbar \omega }{2}}\end{aligned}}}
Für {\displaystyle E\to N{\tfrac {\hbar \omega }{2}}} bzw. {\displaystyle T\to 0} ist das chemische Potential {\displaystyle \mu ={\tfrac {\hbar \omega }{2}}} und fällt streng monoton mit der Energie bzw. mit der Temperatur. Für große {\displaystyle E} bzw. {\displaystyle T} wird das chemische Potential negativ und geht asymptotisch gegen {\displaystyle \mu =-{\tfrac {E}{N}}\ln {\tfrac {E}{N\hbar \omega }}+{\mathcal {O}}(E^{-1})} bzw. {\displaystyle \mu =-k_{\mathrm {B} }T\ln {\tfrac {k_{\mathrm {B} }T}{\hbar \omega }}+{\mathcal {O}}(T^{-1})}.